# Wielka fala w Kanagawie
Wielka fala w Kanagawie (jap. 神奈川沖浪裏 Kanagawa-oki nami-ura;  dosł. Dolina fali u wybrzeża Kanagawy), również w skrócie: Wielka fala lub Fala – drzeworyt autorstwa japońskiego artysty Hokusaia, tworzącego w stylu ukiyo-e. Powstał ok. 1831 w późnym okresie Edo jako pierwsza praca z cyklu 36 widoków na górę Fudżi (jap. 富嶽三十六景 Fugaku sanjūrokkei). Jest najbardziej znaną pracą Hokusaia oraz jednym z najbardziej rozpoznawalnych przykładów sztuki japońskiej na świecie. Przedstawia olbrzymią falę zagrażającą trzem łodziom na morzu u wybrzeża Kanagawy.
Przez niektórych uznawana za tsunami, fala ta zdaje się być raczej przykładem zjawiska określanego jako duża fala wyjątkowa. Podobnie jak na wszystkich pracach z serii, w tle znajduje się góra Fudżi.
Odbitki drzeworytu znajdują się w wielu różnych kolekcjach sztuki na całym świecie, m.in. w Metropolitan Museum of Art w Nowym Jorku, British Museum w Londynie, Art Institute of Chicago, Los Angeles County Museum of Art, National Gallery of Victoria w Melbourne, w domu Claude’a Moneta w Giverny we Francji, a także w Muzeum Mazowieckim w Płocku (jedyne posiadające drzeworyt w obrębie wystawy stałej) oraz Muzeum Narodowym w Krakowie.

## Kontekst

### Ukiyo-e
Ukiyo-e (jap. 浮世絵; pol. "obrazy przemijającego świata" lub "obrazy przepływającego świata") jest rodzajem drzeworytu i malarstwa japońskiego popularnym od XVII do XX wieku, głównie o tematyce historycznej, lub przedstawiającym widoki i pejzaże oraz sceny z teatru kabuki i dzielnic rozrywkowych.

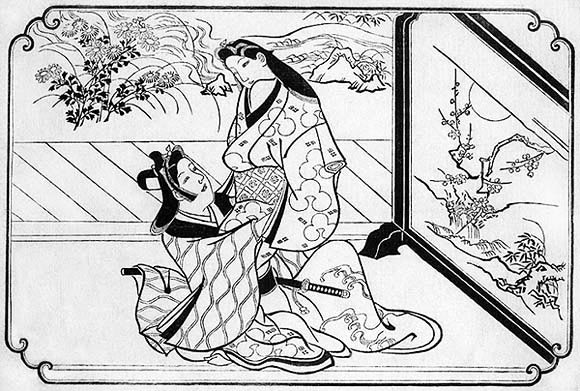
Drzeworyt Moronobu Hishikawy, jednego z pierwszych mistrzów gatunku ukiyo-e

Termin ten został po raz pierwszy użyty przez japońskiego pisarza Ryōi Asai w 1661 roku w dziele Ukiyo monogatari (pol. Opowieści o przemijającym świecie). Są one ważnym źródłem informacji o zachodzących przemianach w świadomości społecznej tamtych czasów. Słowo ukiyo oznaczało dawniej smutny świat, a od XVII w. – ulotny świat, z odcieniem znaczeniowym rozkoszy zmysłowych. Skoro życie jest ulotne, przemijające, to należy nim się radować, korzystać z przyjemności.

### Hokusai

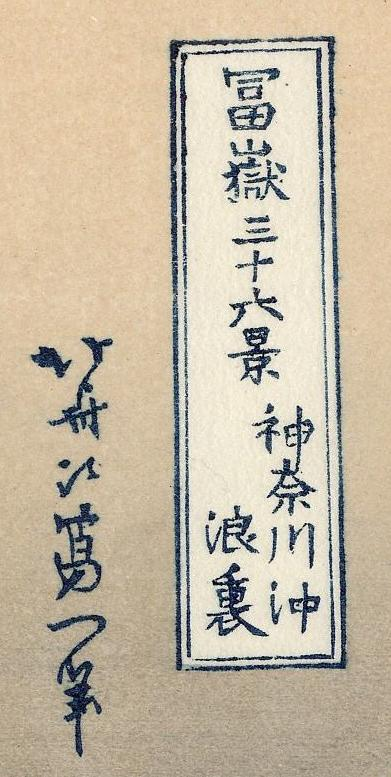
Podpis Hokusaia (po lewej), tytuł serii i dzieła (w ramce)

Hokusai urodził się w 1760 roku w Katsushika, wschodniej dzielnicy Edo, dzisiejszego Tokio. W dzieciństwie nosił imię Tokitarō. Był synem wytwórcy luster pracującego dla sioguna. Jego matką była najprawdopodobniej konkubina, ponieważ Hokusai nigdy nie był brany pod uwagę w sprawach spadkowych dotyczących jego ojca.
Hokusai zaczął wykonywać swoje własne ilustracje, gdy miał szesnaście lat. W wieku lat osiemnastu został uczniem mistrza stylu ukiyo-e Shunshō Katsukawy. Po roku mistrz nadał mu imię Shunrō, którym Hokusai podpisywał swe pierwsze prace w roku 1779. Od roku 1800 zaczął przyjmować uczniów. W tym czasie przybrał także nowe imię – Hokusai, pod którym jest obecnie najbardziej znany. W ciągu całego swego życia posługiwał się ponad 30 różnymi imionami.
W 1804 roku zyskał sławę w Edo dzięki wykonaniu mierzącego 240 m² malunku Darumy. Gdy wygrał konkurs artystyczny, dostąpił zaszczytu i stanął przed siogunem Ienarim Tokugawą. Trzy lata później rozpoczął pracę nad ilustracjami do książki mistrza stylu gesaku (rodzaj prozy rozrywkowej) Bakina (Kyokutei) Takizawy. Wyjechał do Nagoi, a później do Kioto, aby przyjmować uczniów i kształcić młodych artystów.
W końcu lat 20. XIX wieku wydał 36 widoków na górę Fudżi. Cykl ten zyskał tak wielką popularność, że niebawem Hokusai dodał do niego kolejnych 10 prac. W 1839 roku w jego pracowni wybuchł pożar, który strawił sporą część dorobku artysty. W tym czasie popularność Hokusaia zaczęła słabnąć na rzecz innego wybitnego artysty japońskiego, tworzącego w stylu ukiyo-e – Hiroshige. Hokusai zmarł w wieku 88 lat w 1849 roku. Do dziś pozostaje jednym z najpopularniejszych i najlepiej rozpoznawalnych artystów japońskich na świecie.

## Opis obrazu
Rycina ma orientację poziomą (jap. yoko-e) oraz wymiary 25,7 cm wysokości i 37,9 cm szerokości (według japońskiej nomenklatury ōban). Kompozycja obejmuje trzy elementy: wzburzone morze, trzy łodzie oraz górę w tle. W lewym górnym rogu znajduje się podpis artysty i tytuł cyklu, z którego pochodzi.

### Góra
Góra z ośnieżonym szczytem to Fudżi. Przez Japończyków uważana jest za święty symbol narodowy. Góra Fudżi była i jest częstym tematem różnych prac artystycznych. W tradycyjnym stylu meisho-e (obrazy znanych miejsc) zawsze znajdowała się w centrum kompozycji. Tak dzieje się również w przypadku całego cyklu 36 widoków na górę Fudżi. Ciemny kolor widoczny wokół góry sugeruje, że scena rozgrywa się wcześnie rano, kiedy wschodzące słońce zlokalizowane jest za obserwatorem i oświetla ośnieżony szczyt góry. Na niebie wznoszą się burzowe cumulonimbusy, ale w planie obrazu nie widać padającego deszczu. Niebo nad górą Fudżi pozostaje bezchmurne.

### Łodzie
Rycina przedstawia trzy łodzie wiosłowe (jap. oshiokuri-bune), służące do szybkiego transportu świeżych ryb z terenów połowowych u wybrzeży półwyspów: Izu i Bōsō na rynki rybne wokół zatoki Edo. W każdej z nich znajduje się ośmiu wioślarzy i dwie dodatkowe osoby na przedzie. Łącznie na rycinie widocznych jest 30 postaci. Polegając na rozmiarach łodzi typu oshiokuri-bune, które mierzyły od 12 do 15 metrów, oraz biorąc pod uwagę fakt, że Hokusai zmniejszył perspektywę w pionie o 30%, można także oszacować wysokość fali – od 10 do 12 metrów.

### Fala i morze
Olbrzymia fala dominuje nad resztą kompozycji. Jej czoło zakrzywia się, otaczając górę Fudżi z lewej strony. Grzywę fali pokrywa piana przypominająca pazur smoka. Jest ona charakterystyczną cechą stylu Hokusaia i jednym z tematów szkiców podręcznikowych. Tu podkreśla niepowstrzymaną siłę natury, kontrastującą ze słabością ludzi ukazanych na niewielkich łodziach, zdanych na łaskę spienionych fal. Mniejsza fala, która tworzy się u stóp wielkiej, wyglądem zbliżona jest do kształtu góry Fudżi. Morze jest wzburzone.

### Interpretacja
Górę Fudżi przedstawiono w centrum kompozycji, lecz na dalszym planie – w ten sposób kontrastuje z olbrzymią falą nadciągającą z lewej strony. Umieszczenie fali po lewej stronie jest celowe i charakterystyczne dla tradycji malarstwa japońskiego, zgodnie z którą wszelkie zdarzenia nagłe i nieprzewidziane ukazywane były z lewej strony obrazu. Fala zdaje się przyćmiewać górę. Jej rozmiar odciąga wzrok widza od góry widocznej w tle jako niewielki punkt na horyzoncie. Celem takiego zabiegu może być symboliczne ukazanie, że wobec spraw codziennych, reprezentowanych przez falę, to, co święte – góra Fudżi – schodzi na dalszy plan. Takie przesłanie wydaje się zbieżne z zasadą stylu ukiyo-e – uchwycenia chwili i przedstawiania codziennych zajęć prostych ludzi jako tematów prac artystów. Innym uzasadnieniem wyboru takiego tematu może być również biografia artysty, który w tamtym czasie cierpiał z powodu niedostatku, doświadczył śmierci żony oraz podupadł na zdrowiu. Być może przesłaniem, które chciał wpisać w swoje dzieło było uwiecznienie trudności, jakie przeżywał, wyobrażonych tu jako wielka fala i przysłaniających świętą górę Fudżi – japoński symbol piękna.

### Podpis artysty
Na rycinie widnieją dwa podpisy. Pierwszy z nich, zawarty w prostokątnej ramce w lewym górnym rogu, mówi: „冨嶽三十六景/神奈川冲/浪裏” Fugaku sanjūrokkei / Kanagawa oki / nami ura i stanowi tytuł cyklu: 36 widoków na górę Fudżi. Drugi, umieszczony na lewo od pierwszego, jest podpisem artysty: 北斎改爲一筆 Hokusai aratame Iitsu hitsu, co znaczy: „Spod pędzla Hokusaia, który zmienił imię na Iitsu”.